# John Hugh Means
John Hugh Means, född 12 augusti 1812 i Fairfield District, South Carolina, död 1862 i Prince William County, Virginia, var en amerikansk politiker (demokrat) och militär. Han var South Carolinas guvernör 1850–1852. Han stupade i andra slaget vid Bull Run i amerikanska inbördeskriget.
Means utexaminerades 1832 från South Carolina College (numera University of South Carolina).
Means efterträdde 1850 Whitemarsh Benjamin Seabrook som South Carolinas guvernör och efterträddes 1852 av John Lawrence Manning. Means viceguvernör Joshua John Ward beräknades som USA:s största slavägare.
Means tjänstgjorde som överste i konfederationens armé i inbördeskriget och stupade i andra slaget vid Bull Run.